# وروار شرقي
وروار شرقي صغير أو وروار أخضر (الاسم العلمي: Merops orientalis) هو نوع من الطيور يتبع جنس الوروار من فصيلة الوروارية.
هو طائر مقيم لكنه عرضة للهجرات الموسمية، ويتواجد في جميع أنحاء منطقة أفريقيا جنوب الصحراء من السنغال وغامبيا إلى إثيوبيا، وادي النيل، غرب الجزيرة العربية وآسيا من خلال الهند إلى فيتنام. وهو أساسا من أكلة الحشرات ويتواجد في المراعي والغابات وغالبا ما تكون بعيدة جدا من المياه.

## أماكن مميزة

### شبه الجزيرة العربية
المناظر الطبيعية توفر المزيد من الطعام والمسكن لهذا الطائر، ولاسيما في شمال وشرق دولة الإمارات العربية المتحدة. وهذا الطائر غير جفول أي لا يرهب ويمكن مشاهدته عن قرب، ويتباهى هذا النوع بجمال الريش الأزرق على عنقه وهي ظاهرة تنفرد بها شبه الجزيرة العربية ، ويسمى في الإمارات الخضيري للونه الأخضر وهو أخضر بشكل رئيسي لكنه يتميز بلونه الأخضر والأزرق في منطقة الحلق والخط الأسود الذي يبدأ من قاعدة المنقار مارا بالعين الحمراء اللون ذات البؤبؤة السوداء، الذيل طويل نسبيا خاصة الريش الوسطى.

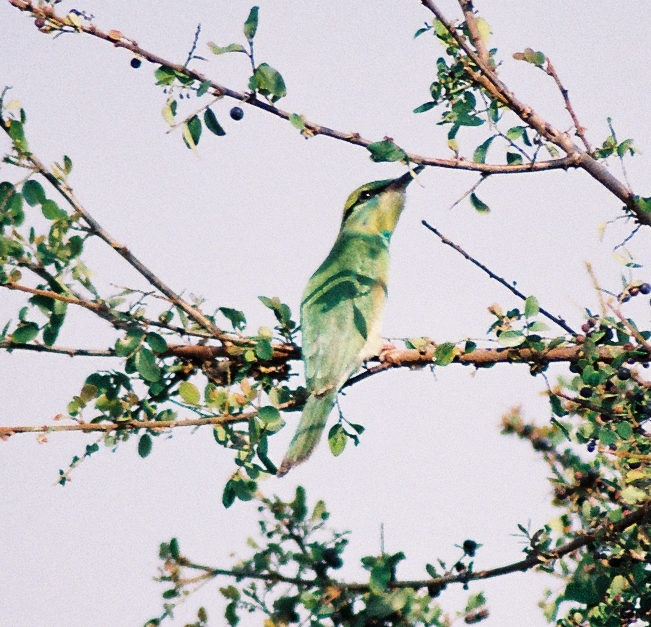
العصفور على الشجرة
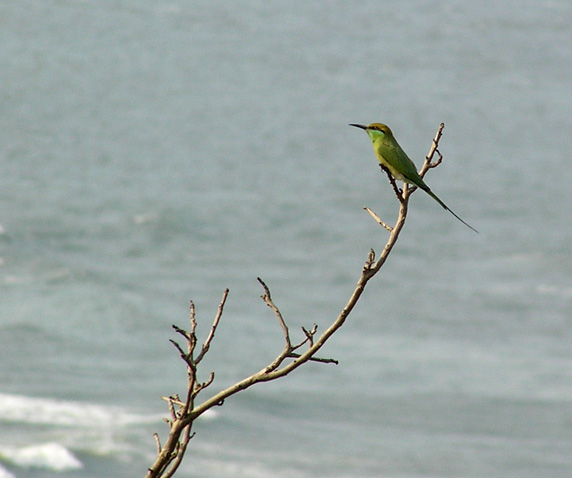
على أحد الأغصان